# مزرعه خواجه منصور
مزرعه خواجه منصور یک منطقهٔ مسکونی در ایران است که در دهستان سفیددشت واقع شده‌است.